# 凱特的慾望日記
《凱特的慾望日記》（英語：I Don't Know How She Does It）是2011年上映的浪漫喜劇電影，由莎拉·潔西卡·帕克、皮爾斯·布洛斯南、葛瑞·肯尼爾（Greg Kinnear）主演，道格拉斯·麥葛雷斯（Douglas McGrath）執導，改編自艾莉森·皮爾森（Allison Pearson）的暢銷小說《凱特的外遇日記》。

## 劇情
凱特瑞迪是一位成功的女強人，從事基金經理人的職業，還要照顧兩個小孩。她永遠在跟時間賽跑，同時面對許多問題：公司裡應付不完的男人，忍氣吞聲的丈夫，冷眼旁觀的公婆，精明能幹的奶媽以及兩個需要媽媽的可愛孩子，還有一位電子情人，在生活中她努力地達成每個人的要求，盡力做好每個角色的本分，在家庭、事業和愛情之間取得平衡。
然而，一名男子的出現，讓凱特長期以來的生活起了變化，她該如何處理這段倏忽油然而生的感情，並在混亂的生活中找到自我？

## 演員
- 莎拉·潔西卡·帕克飾演 凱特·瑞迪
- 皮爾斯·布洛斯南飾演 傑克·亞伯漢默
- 葛瑞·肯尼爾飾演 理察·瑞迪
- 克莉絲汀娜·漢卓克斯（Christina Hendricks） 飾演 愛莉森·亨德森（Allison Henderson）
- Kelsey Grammer 飾演 克拉克·寇伯
- 賽夫·梅耶斯飾演  克里斯·邦斯
- 奧莉維雅·穆恩 飾演 Momo Hahn
- 珍·克汀飾演 瑪拉·瑞迪
- Mark Blum 飾演 Lew Reddy
- 碧西·菲莉普絲 飾演 溫蒂·貝絲特
- 莎拉·夏希（Sarah Shahi） 飾演  Janine LoPietro
- Jessica Szohr  飾演  寶拉
- Emma Rayne Lyle 飾演 艾蜜莉·瑞迪
- Julius Goldberg 和  Theodore Goldberg  飾演 班·瑞迪

## 外部連結
- 互联网电影数据库（IMDb）上《凱特的慾望日記》的资料（英文）
- AllMovie上《凱特的慾望日記》的资料（英文）
- Box Office Mojo上《凱特的慾望日記》的資料（英文）
- 爛番茄上《凱特的慾望日記》的資料（英文）